# كراب (مرند)
كراب هي قرية في مقاطعة مرند، إيران. عدد سكان هذه القرية هو 528 في سنة 2006.